# Kasannoin Nagasada
Kasannoin Nagasada (花山院長定, [かざんいん ながさだ] Erro: {{japonês}}: texto da transliteração contém caractere não latino (pos 1) (ajuda), 1318-1355 , também pronunciado Kazanin Nagasada, também era conhecido como Gohōin) foi um nobre do final do período Kamakura e início do Período Nanboku-chō da história do Japão.

## Vida
Nagasada foi o terceiro filho de Kasannoin Iesada. Por seus dois irmãos mais velhos Yoshisada e Tsunesada morrerem precocemente acabou se tornando o décimo líder do ramo Kasannoin, um sub-ramo do ramo Hokke do Clã Fujiwara.
O Dainagon Kanesada e o Monge Jōson do Enjō-ji eram seus filhos.

## Carreira
Nagasada fez parte do governo dos seguintes imperadores: Go-Daigo (1326 - 1332), Kōgon (1332 - 1334), Kōmyō (1336 - 1348) e Sukō (1348 - 1351).
Nagasada passa a servir na Corte em 1326 durante o reinado do Imperador Go-Daigo diretamente como Sachūjō (comandante da ala esquerda)  do Konoefu (Guarda do Palácio), sem se tornar antes Shōshō (vice-comandante). Neste mesmo ano seu irmão mais velho Tsunesada veio a falecer. Em 24 de março de 1328 é nomeado concomitantemente como Iyo kai (intendente da província de Iyo). Em 7 de abril de 1330 passa a ser Gonchūnagon (Chūnagon provisório).
Em 1331, quando se tornou pública a segunda tentativa de  derrubar o Shogunato, Go-Daigo foi exilado para a Província de Oki (na atual Shimane) e o Imperador Kōgon passa a ocupar o seu lugar. Por seu apoio a Kōgon, Nagasada assume o posto de Sahyōe Tadashi (Supervisor da Ala Esquerda) do Hyoefu (Guarda Samurai) em 25 de novembro de 1336.
Em 20 de julho de 1337, no governo do Imperador Kōmyō Nagasada é nomeado Saemon no kami (Guardião dos portões do palácio). Em 27 de dezembro de 1339 Nagasada é promovido a Gondainagon (Dainagon provisório). Em 1342 Nagasada  assume a liderança do Clã. 
Em 7 de outubro de 1348 no governo do Imperador Sukō, Nagasada é nomeado Konoe taishō (Comandante geral) do Konoefu, em 13 de setembro de 1349 é efetivado Dainagon e 26 de junho de 1351 e promovido a Naidaijin, mas neste mesmo ano em 26 de setembro abandona os cargos políticos e se torna monge budista (shukke) passando a ser conhecido como Shizuen.